# Giucano
Giucano è una frazione del comune di Fosdinovo, nella provincia di Massa e Carrara.

## Geografia fisica

### Territorio
Si trova a 3 km a est del capoluogo comunale, a circa 300 metri sul livello del mare, sopra un poggio coltivato ad ulivi e castagni.

## Storia
L'etimologia è incerta: potrebbe trattarsi di un prediale (Cluttius, Clustius o Iustius), derivare da iunius (giugno) o derivare da iugum. Fino al XIX secolo era conosciuta sia come Giucano che come Giuccano che, infine, come Zuccano (quest'ultima versione è rimasta nel dialetto fosdinovese).
Viene menzionato per la prima volta in un atto del 1º settembre 1201, quando Bernardino d'Erberia, Atto, Gaforio e il figlio Guglielmo decisero di fondare il castrum di Montale, cioè di incastellare la zona di Giucano. È citato dal Codice Pelavicino per la prima volta nel 1278. Nel 1317, Castruccio Castracani occupò vari feudi della Lunigiana, tra cui Fosdinovo e centri come Giucano, Tendola e Gragnola gli si sottomisero spontaneamente. Nel 1320, ad ogni modo, Spinetta Malaspina il Grande li riconquistò con l'aiuto di Cangrande I della Scala, ampliandosi anche sulla Lunigiana orientale, la Garfagnana e impadronendosi persino di Sarzana (dal 1334 al 1343, quando passò sotto il dominio pisano).  Da sempre Giucano fu sottoposto ai nobili di Fosdinovo, seguendo sempre il suo destino, fin da quando, nel 1340, Faytino e Bernochino del fu Bernochio, a nome dei nobili di Erberia, cedettero Fosdinovo e le ville di Tendola e Zucano (antico nome di Giucano) a Spinetta dei Malaspina di Verrucola, per saldare un debito di cinquecento fiorini d'oro contratto con lo stesso Spinetta.
Giucano entrò dunque fin da subito a far parte del neonato Marchesato di Fosdinovo (1355), che nel 1359, alla morte di Gabriele Malaspina, venne spartito tra i fratelli di questi, Guglielmo e Galeotto Malaspina. In particolare, Giucano spettò al primo marchese di Fosdinovo Galeotto I Malaspina. Nel 1393, quando ci fu una nuova suddivisione del marchesato, Giucano rimase unito a Fosdinovo, spettando dunque a Spinetta II Malaspina, insieme ai centri di Marciaso, Tendola, Posterla, Colla, villa di Bardine inferiore, San Terenzo, Pompilio, Cecina, Castelnuovo, Vallecchia, Gorasco e altri villaggi minori. Da quel momento in poi, Giucano rimase sempre all'interno del Marchesato di Fosdinovo, fino al suo tramonto avvenuto nel 1797.
Con l'ascesa di Napoleone in Italia e la nascita della Repubblica Cisalpina, venne creata la Municipalità di Fosdinovo, a cui facevano capo ben ventuno comunità caratterizzate da un territorio prevalentemente montuoso. In riferimento alla composizione dei consiglieri suddivisi per comunità, Giucano poteva fregiarsi di 3 consiglieri sul totale di 132 complessivi.
Con l'art. 3 della costituzione approvata il 26 gennaio 1802 nei comizi nazionali di Lione, che diedero vita alla Repubblica Italiana, furono installate dal viceprefetto della Alpi Apuane nel marzo del 1803 nuove municipalità. In particolare, Giucano rimase unito a Fosdinovo, entrando nella Comune di seconda classe di Fosdinovo comprensiva anche di Carignano, Cortila, Gragnola, Marciaso, Pian di Molino, Pieve di Viano, Ponzanello, Posterla, Pulica e Tendola.  Tra i 7 cittadini eletti dal Consiglio della Comune di Fosdinovo fu eletto il giucanese Giuseppe Musetti.
Un'ulteriore riorganizzazione amministrativa attuata nel 1804 determinò che in Lunigiana le Comuni fossero solo di terza classe, ossia con meno di 3.000 abitanti. Dallo smembramento della Municipalità di Fosdinovo si originò nel tempo anche la Comune di Fosdinovo (con le su ville) e Giucano, che esistette fino al 1811, anno in cui si costituì l'Impero francese.
Nel 1832 era un centro che contava 336 abitanti.
Dall'Unità d'Italia, fa parte del Comune italiano di Fosdinovo.
Nell'ambito della Resistenza fosdinovese, nel settembre del 1944 la formazione Orti, guidata da Lido Galletto, trasferí il comando a Giucano  e cambiò nome in Distaccamento "Ubaldo Cheirasco". 

## Monumenti e luoghi d'interesse

### Architettura religiosa
- Chiesa parrocchiale dedicata ai santi Fabiano e Sebastiano (1636, sotto il marchesato di Giacomo II Malaspina).
- Oratorio della Confraternita dei Bianchi (1650, sotto il marchesato di Giacomo II Malaspina), adiacente alla chiesa parrocchiale.
- Oratorio dei Rossi (XVII secolo). Si trova a ridosso del campanile, confuso tra le abitazioni civili. Presenta una struttura a capanna ed è ormai sconsacrato. Sia questo che l'altro oratorio non sono da confondere con quelli, omonimi ma ben più celebri, di Fosdinovo.
- La cappella medievale di Santa Burlanda, corrispondente alla cappella dei Santi Fabiano e Sebastiano, menzionata nel XIV secolo, è considerata la primitiva chiesa parrocchiale di Giucano. Questa cappella, con un bel campanile a vela, si trova nella località omonima, attualmente entro il perimetro del cimitero. Pur essendo sempre stata riconosciuta come la chiesa parrocchiale, a causa della sua distanza dal borgo, vi si celebravano le funzioni solo una volta al mese, mentre tutte le altre funzioni si svolgevano nel borgo: un tempo nell'oratorio di Santa Croce e, adesso, nella nuova (ed attuale) chiesa parrocchiale eretta nel 1636 ed anch'essa dedicata ai santi Fabiano e Sebastiano.
- Una cappella medievale, detta chiesa del Monte, con annesso campanile a vela (XIV secolo).
- Lungo il paese, sono disseminate molte maestà religiose, votate alla Madonna e ad altri santi

### Architettura civile
- Caratteristico il pregevole arco di ingresso che, ancora oggi, sembra voler dividere la parte originaria e più antica del borgo con quella di più recente costruzione, e sul quale una lapide ricorda i caduti della prima guerra mondiale.

## Società

### Religione
Giucano è stata una delle quattordici rettorie del vicariato foraneo di Fosdinovo della diocesi di Luni fin dal XVI secolo.
Giucano è sede della parrocchia dei Santi Fabiano e Sebastiano della diocesi di Massa Carrara-Pontremoli. Dal settembre 2015, fa parte dell'unità pastorale di Fosdinovo, all'interno, dal marzo 2017, del Vicariato di Carrara (prima si trovava in quello di Aulla). I parrocchiani sono 287. La festa dei patroni si festeggia con la solennità del 20 gennaio.
Giucano presenta un proprio cimitero, in località Burlanda ed infatti chiamato "cimitero Santa Burlanda". Si trova fuori dal centro. 

### Tradizioni e folclore
- Solennità e festa patronale dei Santi Fabiano e Sebastiano (20 gennaio)
- Tradizionale falò di San Giovanni Battista (23 giugno)
- Solennità e festa dell'Assunta con processione per le vie del paese, seguita da rinfresco accompagnato da musica (15 agosto)
- A Giucano era tradizione, dopo la festa dell'Ascensione, raccogliersi davanti alla Chiesa dei Santi Fabiano e Sebastiano e consumare il pasto. Dal XVII secolo, Francesco Telli lasciò per quella data 40 litri di vino, che per tradizione doveva essere consumato in quel posto solo dai partecipanti alla processione. Forse questo costume durante le Rogazioni è da ricercarsi nell'epoca romana, quando il nono giorno dalla sepoltura di un famigliare o un amico si compiva un sacrificio per onorare il morto ed un banchetto.[9]